# Gerry Byrne
Gerald "Gerry" Byrne, född 29 augusti 1938 i Liverpool, död 28 november 2015 i Wrexham i Wales, var en engelsk fotbollsspelare (försvarare) som spelade för Liverpool FC och Englands herrlandslag i fotboll. Han är känd för att ha spelat hela FA Cup-finalen år 1965 trots att han bröt nyckelbenet redan under de första minuterna.